# Barafundle
Barafundle je čtvrté studiové album velšské rockové skupiny Gorky's Zygotic Mynci. Vydalo jej dne 7. dubna 1997 hudební vydavatelství Fontana Records a jeho producentem byl spolu se členy kapely Gorwel Owen, který s kapelou později ještě několikrát spolupracoval. Obsahuje jak písně nazpívané v angličtině, tak i ve velštině. Nahráno bylo na podzim 1996. Svůj název dostalo podle stejnojmenné pláže v hrabství Pembrokeshire na jihozápadě Walesu.

## Seznam skladeb
Autorem všech skladeb je Euros Childs, pokud není uvedeno jinak.
1. „Diamond Dew“ (Euros Childs, Richard James) – 2:50
2. „The Barafundle Bumbler“ – 1:53
3. „Starmoonsun“ (John Lawrence) – 3:04
4. „Patio Song“ – 2:43
5. „Better Rooms…“ – 3:46
6. „Heywood Lane“ (John Lawrence, Euros Childs) – 2:52
7. „Pen Gwag Glas“ – 3:59
8. „Bola Bola“ – 1:53
9. „Cursed, Coined and Crucified“ (John Lawrence) – 2:27
10. „Sometimes the Father Is the Son“ (Richard James) – 3:21
11. „Meirion Wyllt“ – 2:48
12. „The Wizard and the Lizard“ (John Lawrence, Euros Childs) – 1:58
13. „Miniature Kingdoms“ (John Lawrence, Euros Childs) – 4:17
14. „Dark Night“ – 4:49
15. „Hwyl Fawr I Pawb“ (Megan Childs) – 1:48
16. „Wordless Song“ – 3:20
17. „Young Girls and Happy Endings“ - 2:25

## Obsazení
- Euros Childs – zpěv, klavír, varhany, syntezátor, elektrické piano, harmonium, kytara
- John Lawrence – kytara, zpěv, baskytara, elektrické piano, varhany, flétna, klavír, bodhrán
- Megan Childs – housle, zpěv, viola, varhany, klavír
- Richard James – baskytara, kytara, klavír, varhany, syntezátor
- Euros Rowlands – bicí, perkuse
- Gorwel Owen – klavír, syntezátor
- Fiona Owen – zpěv
- Lynn Childs – šalmaj, krumhorn
- Tom Rawlins – šalmaj, krumhorn, niněra
- Stuart Evans – šalmaj, flétna
- Andrew Frizzell – pozoun, flétna
- Simon James – saxofon, flétna
- Martin Smith – trubka